# Дино Дрпич
Дино Дрпич (хорв. Dino Drpić, нар. 26 травня 1981, Загреб) — хорватський футболіст, захисник.
Насамперед відомий виступами за «Динамо» (Загреб) та  національну збірну Хорватії.

## Клубна кар'єра
Народився 26 травня 1981 року в місті Загреб. Вихованець футбольної школи клубу «Динамо» (Загреб). Дорослу футбольну кар'єру розпочав 2000 року в основній команді того ж клубу, в якій провів дев'ять сезонів, взявши участь у 201 матчі чемпіонату.  Більшість часу, проведеного у складі загребського «Динамо», був основним гравцем захисту команди. За цей час п'ять разів виборював титул чемпіона Хорватії та шість разів здобував Кубок Хорватії..
Згодом грав у складі «Карлсруе СК», АЕКа та «Волині».
До складу клубу «Рієка» приєднався в березні 2012 року. Наразі встиг відіграти за команду з Рієки 6 матчів в національному чемпіонаті.

## Виступи за збірні
У 2002–2004 роках залучався до складу молодіжної збірної Хорватії, разом з якою був участь у молодіжному чемпіонаті Європи 2004 року. Всього на молодіжному рівні зіграв у 4 офіційних матчах, забив 1 гол.
16 жовтня 2007 року дебютував в офіційних матчах у складі національної збірної Хорватії в товариській грі проти збірної Хорватії, яка завершилась впевненою перемогою балканців, а Дрпич провів на полі весь матч. 
Був кандидатом на поїздку на чемпіонат Європи 2008 року в Австрії та Швейцарії, але н потрапив в остаточну заявку. В підсумку, більше за збірну так жодного разу і не зіграв.

## Статистика
Станом на 1 червня 2012
| Сезон   | Клуб              | Ліга             | Ігор | Голів |
| ------- | ----------------- | ---------------- | ---- | ----- |
| 2000–01 | «Динамо» (Загреб) | Перша ліга       | 16   | 0     |
| 2001–02 | «Динамо» (Загреб) | Перша ліга       | 21   | 0     |
| 2002–03 | «Динамо» (Загреб) | Перша ліга       | 14   | 1     |
| 2003–04 | «Динамо» (Загреб) | Перша ліга       | 32   | 3     |
| 2004–05 | «Динамо» (Загреб) | Перша ліга       | 9    | 0     |
| 2005–06 | «Динамо» (Загреб) | Перша ліга       | 31   | 1     |
| 2006–07 | «Динамо» (Загреб) | Перша ліга       | 27   | 5     |
| 2007–08 | «Динамо» (Загреб) | Перша ліга       | 22   | 1     |
| 2008–09 | «Динамо» (Загреб) | Перша ліга       | 13   | 0     |
| 2008–09 | «Карлсруе СК»     | Друга бундесліга | 16   | 0     |
| 2009–10 | «Карлсруе СК»     | Друга бундесліга | 17   | 0     |
| 2010–11 | АЕК               | Суперліга        | 2    | 0     |
| 2011–12 | «Волинь»          | Прем'єр-ліга     | 3    | 0     |
| 2011–12 | «Рієка»           | Перша ліга       | 6    | 0     |

## Титули і досягнення
- Чемпіон Хорватії (5):

«Динамо» (Загреб):  2002–03, 2005–06, 2006–07, 2007–08, 2008–09
- Володар Кубка Хорватії (6):

«Динамо» (Загреб):  2000–01, 2001–02, 2003–04, 2006–07, 2007–08, 2008–09
- Володар Суперкубка Хорватії (3):

«Динамо» (Загреб):  2002, 2003, 2006